# Archibald Hamilton, 9. Duke of Hamilton

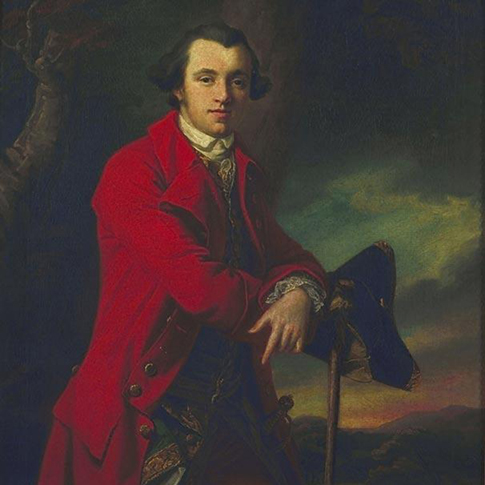
Francis Cotes, Archibald Hamilton, 9. Duke of Hamilton

Archibald Hamilton, 9. Duke of Hamilton, 6. Duke of Brandon (* 15. Juli 1740; † 16. Februar 1819 in Ashton Hall) war ein schottischer Adliger.

## Leben
Archibald Hamilton war der zweitgeborene Sohn des James Hamilton, 5. Duke of Hamilton aus dessen dritter Ehe mit Anne Spencer. Er wurde am Eton College ausgebildet und war von 1768 bis 1772 als Knight of the Shire für Lancashire Mitglied des House of Commons. Als 1799 sein Neffe Douglas Hamilton, 8. Duke of Hamilton, ohne männliche Nachkommen starb, erbte er dessen Adelstitel als 9. Duke of Hamilton. Er folgte seinem Neffen ebenfalls im Amt des Lord Lieutenant von Lanarkshire, doch interessierte er sich zeitlebens mehr für Pferderennen als für Politik.

## Ehe und Nachkommen
Archibald heiratete 1765 Lady Harriet Stewart (1750–1788), Tochter des Alexander Stewart, 6. Earl of Galloway und hatte mit ihr die folgenden Kinder:
- Lady Anne Hamilton († 1846);
- Alexander Hamilton, 10. Duke of Hamilton (1767–1852);
- Lord Archibald Hamilton (1769–1827), MP für Lanarkshire;
- Lady Charlotte Hamilton (1772–1827), ⚭ 1800 Edward Adolphus St. Maur, 11. Duke of Somerset;
- Lady Susan Hamilton (1774–1846), ⚭ 1803 George Murray, 5. Earl of Dunmore.